# Trevorit
Trevorit ist ein selten vorkommendes Mineral aus der Spinell-Supergruppe innerhalb der Mineralklasse der „Oxide und Hydroxide“ mit der Endgliedzusammensetzung NiFe3+2O4 und ist damit chemisch gesehen ein Nickel-Eisen-Oxid.
Trevorit kristallisiert im kubischen Kristallsystem, entwickelt jedoch nur selten kleine, oktaedrische Kristalle mit einem matallischen Glanz auf den Oberflächen. Meist findet er sich in Form körniger bis massiger Mineral-Aggregate von schwarzer Farbe mit einem Stich ins Grünliche. Seine Strichfarbe ist dagegen braun bis dunkelbraun. Das Mineral ist im Allgemeinen undurchsichtig und nur in feinsten Splittern durchsichtig.

## Etymologie und Geschichte
Entdeckt wurde Trevorit 1920 durch Major Tudor Gruffydd Trevor (1865–1958), dem damaligen Bergbauinspektor für den Bezirk Pretoria (Transvaal, Südafrika), in einer kleinen Nickel-Lagerstätte auf dem Gebiet der Farm Bon Accord nördlich von Barberton in der südafrikanischen Provinz Mpumalanga. Die Erstbeschreibung erfolgte 1921 durch Andrew F. Crosse, der das Mineral nach seinem Entdecker benannte.
Typmaterial des Minerals wird im National Museum of Natural History in Washington, D.C. (USA) unter den Katalog-Nr. 132464 und 132465 aufbewahrt.

## Klassifikation
Die strukturelle Klassifikation der International Mineralogical Association (IMA) zählt den Trevorit zur Spinell-Supergruppe, wo er zusammen mit Chromit, Cochromit, Coulsonit, Cuprospinell, Dellagiustait, Deltalumit, Franklinit, Gahnit, Galaxit, Guit, Hausmannit, Hercynit, Hetaerolith, Jakobsit, Maghemit, Magnesiochromit, Magnesiocoulsonit, Magnesioferrit, Magnetit, Manganochromit, Spinell, Thermaerogenit, Titanomaghemit, Vuorelainenit und Zincochromit die Spinell-Untergruppe innerhalb der Oxispinelle bildet. Ebenfalls in diese Gruppe gehören die nach 2018 beschriebenen Oxispinelle Chihmingit und Chukochenit sowie der Nichromit, dessen Name von der CNMNC der IMA noch nicht anerkannt worden ist.
In der veralteten 8. Auflage der Mineralsystematik nach Strunz gehörte der Trevorit zur Mineralklasse der „Oxide und Hydroxide“ und dort zur Abteilung „Verbindungen mit M3O4- und verwandte Verbindungen“, wo er gemeinsam mit Franklinit, Jakobsit, Magnesioferrit und Magnetit in der Gruppe „Eisen(III)-Spinelle“ mit der Systemnummer IV/B.01b steht.
In der zuletzt 2018 überarbeiteten Lapis-Systematik nach Stefan Weiß, die formal auf der alten Systematik von Karl Hugo Strunz in der 8. Auflage basiert, erhielt das Mineral die System- und Mineralnummer IV/B.02-040. Dies entspricht der Klasse der „Oxide und Hydroxide“ und dort der Abteilung „Oxide mit dem Stoffmengenverhältnis Metall : Sauerstoff = 3 : 4 (Spinelltyp M3O4 und verwandte Verbindungen)“, wo Trevorit zusammen mit Cuprospinell, Franklinit, Jakobsit, Magnesioferrit und Magnetit die Gruppe der „Ferrit-Spinelle“ mit der Systemnummer IV/B.02 bildet.
Die von der International Mineralogical Association (IMA) zuletzt 2009 aktualisierte 9. Auflage der Strunz’schen Mineralsystematik ordnet den Trevorit in die Klasse der „Oxide (Hydroxide, V[5,6]-Vanadate, Arsenite, Antimonite, Bismutite, Sulfite, Selenite, Tellurite, Iodate)“ und dort in die Abteilung „Metall : Sauerstoff = 3 : 4 und vergleichbare“ ein. Hier ist das Mineral in der Unterabteilung „Mit ausschließlich mittelgroßen Kationen“ zu finden, wo es zusammen mit Chromit, Cochromit, Coulsonit, Cuprospinell, Filipstadit, Franklinit, Gahnit, Galaxit, Hercynit, Jakobsit, Magnesiochromit, Magnesiocoulsonit, Magnesioferrit, Magnetit, Manganochromit, Qandilit, Spinell, Ulvöspinell, Vuorelainenit und Zincochromit die „Spinellgruppe“ mit der Systemnummer 4.BB.05 bildet.
In der vorwiegend im englischen Sprachraum gebräuchlichen Systematik der Minerale nach Dana hat Trevorit die System- und Mineralnummer 07.02.02.05. Das entspricht der Klasse der „Oxide und Hydroxide“ und dort der Abteilung „Mehrfache Oxide“. Hier findet er sich innerhalb der Unterabteilung „Mehrfache Oxide (A+B2+)2X4, Spinellgruppe“ in der „Eisen-Untergruppe“, in der auch Magnesioferrit, Jakobsit, Magnetit, Franklinit, Cuprospinell und Brunogeierit eingeordnet sind.

## Chemismus
Die erste Analyse einer größeren Anzahl von Proben aus der Typlokalität Bon Accord durch Crosse ergab eine Zusammensetzung von 40,30 % Nickeloxid, 49,30 % Eisenoxid und 6,50 % Siliciumdioxid (Silica) sowie Spuren von Phosphor (0,13 %) und Calciumoxid (0,20 %). Crosse errechnete aus der empirischen Zusammensetzung einen Metallgehalt von 29,6 % Nickel und 35,7 % Eisen, gab jedoch in seiner Erstbeschreibung keine chemische Formel an.
Die Zusammensetzung von Trevorit wurde 1923 von Thomas Leonard Walker neu definiert und enthält demzufolge einen Anteil von 31,9 % NiO und 68,1 % Fe2O3. Die Oxidformel wird von Walker mit NiO · Fe2O3 und die Summenformel mit NiFe2O4 angegeben.
Durch teilweise Substitution von Nickel durch Eisen variiert die chemische Zusammensetzung von Trevorit zwischen NiFe3+2O4 und (Ni6Fe4)Fe2O4. Auch Spuren von Cobalt und Magnesium können auf der Nickelposition eingebaut sein.

## Kristallstruktur
Trevorit kristallisiert kubisch in der Struktur von Spinell mit der Raumgruppe Fd3m (Raumgruppen-Nr. 227), dem Gitterparameter a = 8,34 Å sowie 8 Formeleinheiten pro Elementarzelle.

## Eigenschaften
Trevorit ist in vielen Eigenschaften dem Magnetit sehr ähnlich und zeigt beispielsweise wie dieser einen starken Magnetismus. Im Gegensatz zu diesem zeigt Trevorit allerdings keine Spaltneigung und bricht mit unebenen Bruchflächen.
Mit einer Mohshärte von 5 gehört Trevorit zu den mittelharten Mineralen, die sich ähnlich wie das Referenzmineral Apatit (Härte 5) mit einem Taschenmesser ritzen.

## Bildung und Fundorte
Trevorit bildete sich in der kleinen, tafelförmigen Nickel-Lagerstätte Bon Accord in der Kontaktzone zwischen Quarzit und serpentinisierten und chloritisierten Ultrabasiten oder Ultramafiten. Als Begleitminerale können je nach Fundort unter anderem Goethit, Heazlewoodit, nickelhaltiger Millerit, gediegen Nickel, Nimit, Reevesit, Talk, Violarit und Willemseit auftreten.
Als seltene Mineralbildung konnte Trevorit nur an wenigen Fundorten nachgewiesen werden, wobei bisher (Stand 2018) weniger als 20 Fundorte dokumentiert sind. Neben seiner Typlokalität Bon Accord und in der nahe gelegenen Talkgrube Scotia in der Provinz Mpumalanga fand sich Trevorit in Südafrika noch im Bergwerk Karee bei Rustenburg und im Morokweng-Krater in der Provinz Nordwest.
Der bisher einzige bekannte Fundort in Deutschland ist die Bergehalde am Lichtloch 25 der Kupfer-Silberhütte Gottesbelohnung bei Hettstedt in Sachsen-Anhalt.
Europaweit kennt man das Mineral bisher nur aus den Schlackenhalden bei Agios Konstantinos (Kamariza) in der griechischen Gemeinde Lavrio (Attika), von Szklary im polnischen Powiat Ząbkowicki. Ein weiterer Fundort in Italien, genauer die Grube Funtana Raminosa bei Gadoni in der Provinz Nuoro (Sardinien) gilt bisher als nicht gesichert.
Weltweit fand sich Trevorit noch am Kegel Nr. 32 in der McBride Volcanic Province von Queensland sowie am Mount Clifford und in der Marriott’s Nickel-Prospektion am Ten Mile Outcamp im Verwaltungsgebiet Leonora Shire in Westaustralien, bei Musongati in der Provinz Rutana von Burundi, in der Erzlagerstätte Phokphur im Distrikt Tuensang des indischen Bundesstaates Nagaland, in der Hatrurim-Formation innerhalb der israelischen Wüste Negev sowie bei Hatfield nahe Gabbs im Nye County von Nevada und in einer Seifenlagerstätte am Josephine Creek im gleichnamigen County von Oregon in den Vereinigten Staaten von Amerika (USA).
Auch in Gesteinsproben vom Mittelatlantischen Rücken, die während einer der Expeditionen des Forschungsschiffs Albatross an der Position 23° 58′ N, 38° 56′ W gesammelt wurden, konnte Trevorit zusammen mit Cobalt und Magnetit nachgewiesen werden. Ein weiterer Fund im Hydrothermalfeld Logatchev-1 gilt dagegen bisher als fraglich oder konnte nicht verifiziert werden.
Des Weiteren wurde Trevorit als Bestandteil verschiedener Meteorite identifiziert wie unter anderem in einem bisher unbenannten Meteoriten, der 2017 in Kasachstan gefunden wurde; im Steinmeteoriten Khatyrka (Föderationskreis Ferner Osten, Russland) sowie im nahe dem Barringer-Krater in Arizona gefundenen Canyon Diablo.

## Verwendung
Aufgrund seiner Seltenheit ist Trevorit trotz seines hohen Nickelgehaltes von fast 17 % ohne wirtschaftliche Bedeutung und nur für Mineralsammler von Interesse.